# Johann Rudolf Byss

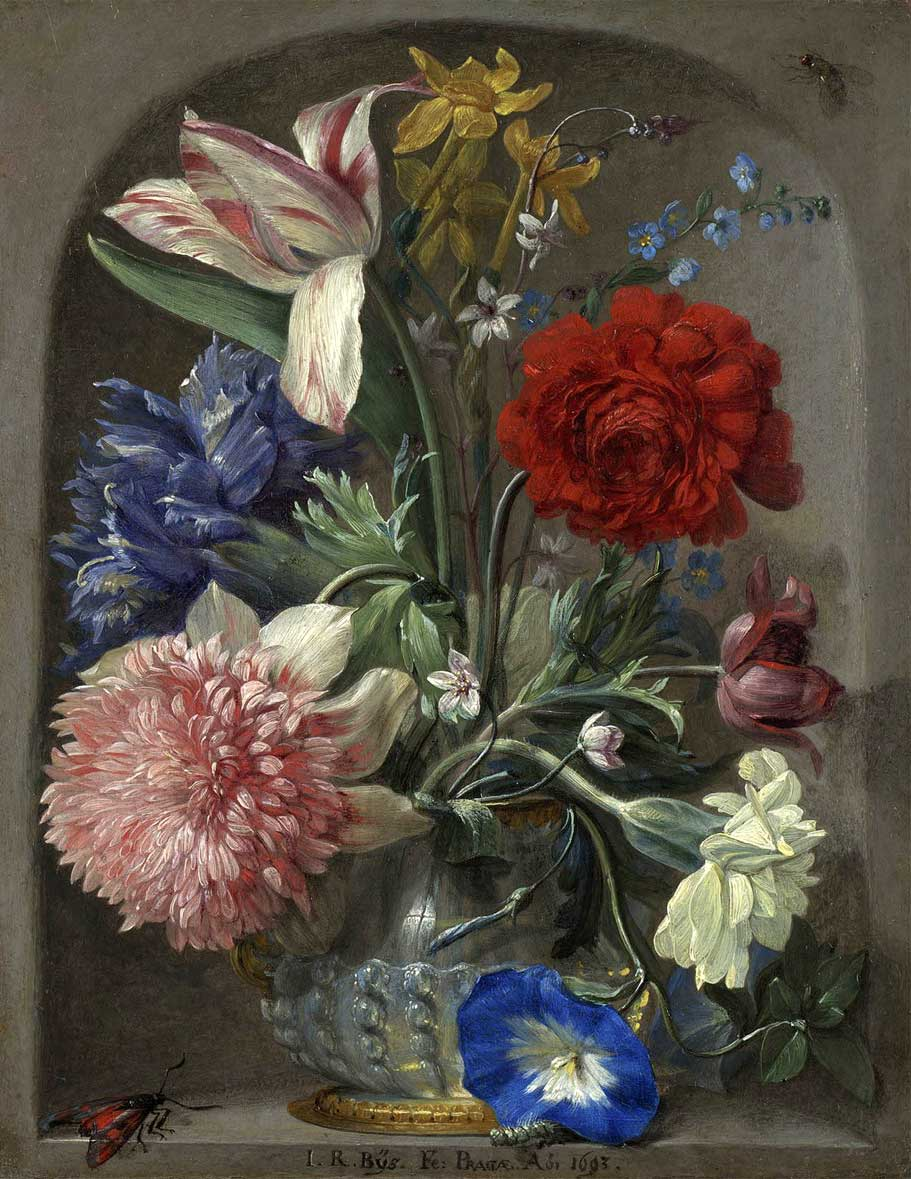
Fleurs dans une niche de pierre, 1693

Johann Rudolf Byss, né le 11 mai 1660 à Coire et mort le 11 décembre 1738 à Wurtzbourg, est un artiste peintre suisse. Byss fait des peintures sur bois et des fresques influencés par le baroque italien et hollandais.

## Biographie
Johann Rudolf Byss apprend son métier d'abord auprès de son père Frans Joseph Byss et complète ses connaissances lors de ses voyages en Italie, en Allemagne et en Angleterre avant de vivre à Prague de 1689 à 1712. Léopold Ier du Saint-Empire lui commande des fresques et des peintures murales pour le Hofburg à Vienne. À la demande du prince-électeur Lothar Franz von Schönborn, il travaille pour son château de Gaibach, puis pour la galerie de portraits des princes-électeurs du Château Weissenstein à Pommersfelden. Il est l'auteur des fresques de la chapelle Schönborn de Wurtzbourg. Il restitue une collection de portraits à Bamberg, malgré des imperfections. Après la mort de Lothar Franz von Schönborn, Johann Rudolf Byss s'installe à Wurtzbourg, où il jouit de la faveur d'un neveu du prince.

## Sources
- (de) Cet article est partiellement ou en totalité issu de l’article de Wikipédia en allemand intitulé « Johann Rudolf Byss » (voir la liste des auteurs).

- Ressources relatives aux beaux-arts :   - Art UK
  - Artists of the World Online
  - Bénézit
  - British Museum
  - Collection de peintures de l'État de Bavière
  - Grove Art Online
  - RKDartists
  - SIKART
  - Union List of Artist Names
- Notices dans des dictionnaires ou encyclopédies généralistes :   - Brockhaus
  - Deutsche Biographie
  - Dictionnaire historique de la Suisse
  - Treccani
- Notices d'autorité :   - VIAF
  - ISNI
  - BnF (données)
  - IdRef
  - LCCN
  - GND
  - Pays-Bas
  - NUKAT
  - Tchéquie
  - WorldCat